# Doryctes jinjuensis
Doryctes jinjuensis (лат.) — вид паразитических наездников рода Doryctes из семейства Braconidae. Восточная Азия: Южная Корея (Gyeongsangnam-do, Gyeongnam-do, Sancheong-gun, Gyeongsan-si, Gyeongbuk-do).

## Описание
Длина самок 6,5 мм (переднее крыло — 5,0 мм). Длина самцов 4,2—5,3 мм (переднее крыло — 2,8—3,7 мм). Основная окраска желтовато-коричневая. Голова и мезосома жёлтые до коричневато-жёлтых; метасома темно-красновато-коричневая в базальных 2/3 и красновато-коричневая в вершинной 1/3, с боковыми жёлтыми пятнами на втором тергите. Антенны темно-коричневые, скапус красновато-коричневый дорсально. Щупики жёлтые. Ноги преимущественно жёлтые, задние тазики коричневато-жёлтые, задние голени жёлтые в основании, такого же цвета, как и остальные части голеней. Крылья очень слабо инфускатные. Птеростигма тёмно-коричневая в срединной 1/3, жёлтая в базальной 1/2 и на вершине. Усики 35-члениковые у самцов и 43+ у самок. От близких видов отличается следующими признаками: задние тазики с низким и широким дорсальным выступом; птеростигма переднего крыла широко жёлтая в базальной 1/3; рекуррентная жилка (m-cu) заднего крыла изогнута к основанию крыла; мезосома полностью жёлтая до коричневато-желтой; задняя нога полностью жёлтая.

## Систематика и этимология
Вид был впервые описан в 2023 году российским гименоптерологом С. А. Белокобыльским (ЗИН РАН, Санкт-Петербург, Россия) и корейским энтомологом Deokseo Ku (The Science Museum of Natural Enemies, Geochang, Республика Корея). Видовое название дано по месту обнаружения типовой серии у города Jinju City. Вид Doryctes jinjuensis включён в подрод Plyctes и сходен с видами Doryctes (Plyctes) diversus (Szépligeti, 1910) и D. (P.) malayensis Fullaway, 1919.